# Кустарёв, Александр Сергеевич
Александр Сергеевич Донде (псевдонимы: Александр Кустарёв, Александр Кловер; род. 25 марта 1938 года, Ленинград) — советский российский публицист, преимущественно освещающий социологические темы.

## Биография
Родился в 1938 году в Ленинграде. Школьные годы провел в провинции, где его отец Сергей Давыдович Донде руководил  строительствами министерства целлюлозно-бумажной промышленности (Соликамск, Пермь, Котлас-Коряжма, Кондопога). В 1960 году закончил Гидрометеорологический институт в Ленинграде, а в 1965 года аспирантуру по экономической географии в институте им. Герцена в Ленинграде. Получил диплом кандидата наук в 1967 году. Читал курсы экономической географии (мировое хозяйство, сравнительное страноведение, география населения) в Ленинграде и в Петрозаводске. В 70-е годы активно работал для реферативных журналов ВИНИТИ и ИНИОН --(около 1500 рефератов журнальных статей и книг (французский, немецкий, английский языки). Эмигрировал в 1981 году. 
В 1985—1997 работал в Лондоне на русской службе БиБиСи (передачи вёл под псевдонимом Александр Кловер), возглавлял одел тематических передач русской службы. После этого живет в Лондоне как фрилансер.
Между 1982 и 1996 годами публиковался (около 50 эссе) в русскоязычных журналах за рубежом: «22» (Тель-Авив), редакторы Н. и А. Воронель), «Синтаксис» (Париж, редакторы М. Розанова и А. Синявский). После 1996 года изготовил около 250 эссе и репортажей для московского еженедельника «Новое время» (издатель и редактор А.Пумпянский), вплоть до его закрытия в 2007 году. Регулярно публиковался в периодических изданиях: сайт «Politcom.ru» (2001-2004;) «Политический журнал» (2004-2006гг); «Эксперт.Украина» (2005-2007 гг); Notabene (ред. Э.Кузнецов и Р.Нудельман, 2004-2006); «Деловые люди» (2006-2007 гг); “Смысл» (2006-2008 гг); «Частный корреспондент» (сайт «Часкор», 2009-2010 гг); «Новая газета» (2011 год); сайт «Postnonfiction» (2015-2017).  Тематика эссеистики Кустарева разнообразна, но главным образом связана с событиями и тенденциями мировой и европейской  (включая российскую) политики и экономики. Заметная часть продукции Кустарева – портреты важных фигур западной умственной жизни  (Дж.Оруэлл, Г.К.Честертон, А.Кожев, П.Бурдье, Ф. Хайек, Дж. К. Гэлбрейт, Эйн Рэнд и др.)
С 1997 года Кустарев публиковал статьи в журналах научно-аналитического профиля: «Космополис» (МГИМО); «Pro et Contra» (Фонд Карнеги в Москве); «Ab Imperio»;«Неприкосновенный запас»  – около 100 публикаций. Как правило Кустарев анализирует и интерпретирует глобализацию, эволюцию геополитической сферы и политической сферы национал-государства в духе политической географии и социологии политики.   
В конце 90-х А.Кустарев перевел на русский язык две большие работы Макса Вебера о формировании политической сферы в России после царских манифестов 1905 года «Перспективы буржуазной демократии в России» и «Переход России к псевдоконституционализму». Эти переводы публиковались в «Русском историческом журнале» (РГГУ), но в связи с прекращением журнала публикация не была завершена. Сокращенные версии этих работ (сделанные Винкельманом) и все другие эссе Вебера о России изданы в 2006 году (издательством Росспэн) книгой «Макс Вебер о России». Между 1990 и 2006 статьи А.Кустарева об интерпретации первой (1905) русской революции Вебером публиковались в журналах «Вопросы философии», «Знание сила», «Русский исторический журнал (РГГУ)», «Космополис» (МГМИМО), «Полис».